# Kvalifikacije za Drugu ABA ligu 2017.
Kvalifikacije za Drugu ABA ligu za sezonu 2017./18. su održane u dva kvalifikacijska turnira u rujnu 2017. godine.
Prilikom osnivanja lige je određeno da 10 klubova bude izravno kvalificirano, a dva kluba preko kvalifikacija.
Plsman kroz kvalifikacije su ostvarili Sixt Primorska iz Kopra i Vršac.

## Sustav natjecanja
U kvalifikacijama sudjeluje šest klubova, i to tri iz Bosne i Hercegovine, te po jedan iz Crne Gore, Slovenije i Srbije. Igra se u dva kvalifikacijska turnira. Na prvom nastupaju klubovi iz Bosne i Hercegovine, te pobjednik stječe nastup na drugom turniru, s kojeg prva dva kluba ostvaruju plasman u Drugu ABA ligu 2017./18. 

Oba turnira su igrana u SD Laktaši, Laktaši, Bosna i Hercegovina.

## Sudionici
- Mladost - Mrkonjić Grad
- Sloboda - Tuzla
- Široki - Široki Brijeg
- Sutjeska - Nikšić
- Sixt Primorska - Koper
- Vršac - Vršac

## Rezultati i ljestvice

### Prvi kvalifikacijski turnir
Igrano od 15. do 17. rujna 2017. 
| mj | klub                   | ut | pob | por | koš+ | koš- | bod |                           |
| -- | ---------------------- | -- | --- | --- | ---- | ---- | --- | ------------------------- |
| 1. | Široki (Široki Brijeg) | 2  | 2   | 0   | 153  | 134  | 4   | 2. kvalifikacijski turnir |
| 2. | Sloboda Tuzla          | 1  | 0   | 1   | 69   | 75   | 1   |                           |
| 3. | Mladost Mrkonjić Grad  | 1  | 0   | 1   | 65   | 78   | 1   |                           |

| 15. rujna 2017.  |       |
| Široki - Mladost | 78:65 |

| 16. rujna 2017.  |       |
| Sloboda - Široki | 69:75 |

| 17. rujna 2017.   |      |
| Mladost - Sloboda | n.i. |

### Drugi kvalifikacijski turnir
Igrano od 27. do 29. rujna 2017. 
| mj | klub           | ut | pob | por | koš+ | koš- | bod |                          |
| -- | -------------- | -- | --- | --- | ---- | ---- | --- | ------------------------ |
| 1. | Vršac          | 3  | 3   | 0   | 271  | 236  | 6   | Druga ABA liga 2017./18. |
| 2. | Sixt Primorska | 3  | 2   | 1   | 273  | 256  | 5   | Druga ABA liga 2017./18. |
| 3. | Sutjeska       | 3  | 1   | 2   | 219  | 239  | 4   |                          |
| 4. | Široki         | 3  | 0   | 3   | 213  | 245  | 3   |                          |

| 27. rujna 2017.        |         |
| Vršac - Sixt Primorska | 109:106 |
| Sutjeska - Široki      | 79:76   |

| 28. rujna 2017.         |       |
| Sixt Primorska - Široki | 81:69 |
| Vršac - Sutjeska        | 77:62 |

| 29. rujna 2017.           |       |
| Sutjeska - Sixt Primorska | 79:86 |
| Široki - Vršac            | 68:85 |

## Poveznice
- službene stranice
- Druga ABA liga
- ABA liga 2017./18.
- Druga ABA liga 2017./18.
- Superkup ABA lige 2017.